# Nati nel 1965/Ottobre
| Questa pagina contiene informazioni ricavate automaticamente dalle voci biografiche con l'ausilio del template Bio e di un bot. L'aggiornamento è periodico e automatico e ricostruisce completamente la pagina. Se manca una persona in questa lista, sei pregato di non aggiungerla, ma accertati piuttosto che la sua voce biografica contenga il template Bio e che i dati anagrafici siano correttamente compilati. Se il template Bio manca, inseriscilo tu stesso o, in alternativa, metti l'avviso {{tmp\|Bio}} che ne segnala la mancanza. Se i dati riportati sono sbagliati, correggi direttamente la voce biografica; le modifiche saranno visibili in questa lista entro pochi giorni. Per chiarimenti vedi il progetto biografie. La lista contiene solo le 310 persone che sono citate nell'enciclopedia e per le quali è stato implementato correttamente il template Bio. Pagina aggiornata al 18 giu 2025. |

- 1º ottobre - Recep Çetin, allenatore di calcio e ex calciatore turco
- 1º ottobre - Éric de Chassey, critico d'arte francese
- 1º ottobre - Oscar Colucci, ex giocatore di curling italiano
- 1º ottobre - Hugh Fisher, ex canoista canadese
- 1º ottobre - Julio César Franco, ex calciatore paraguaiano
- 1º ottobre - Andrea Gardini, allenatore di pallavolo, dirigente sportivo e ex pallavolista italiano
- 1º ottobre - Andrea Gibellini, poeta e scrittore italiano
- 1º ottobre - Gianluca Graziosi, allenatore di pallavolo italiano
- 1º ottobre - Kim Seung-pyo, schermidore sudcoreano
- 1º ottobre - Ted King, attore statunitense
- 1º ottobre - Mia Mottley, politica barbadiana
- 1º ottobre - Claudio Nardi, pallavolista italiano
- 1º ottobre - John Ridley, scrittore, attore e sceneggiatore statunitense
- 1º ottobre - Maria Laura Rondanini, attrice italiana
- 1º ottobre - Cliff Ronning, ex hockeista su ghiaccio canadese
- 1º ottobre - Jean-Philippe Ruggia, pilota motociclistico francese
- 1º ottobre - Neil Sebastian Scantlebury, vescovo cattolico barbadiano
- 1º ottobre - Tracey West, scrittrice statunitense
- 2 ottobre - Darren Cahill, allenatore di tennis e ex tennista australiano
- 2 ottobre - Francesca Dellera, attrice e modella italiana
- 2 ottobre - David D'Or, cantante israeliano
- 2 ottobre - Keith Ridgway, scrittore irlandese
- 2 ottobre - Tim Staffel, scrittore e regista teatrale tedesco
- 3 ottobre - Francesco Biava, politico italiano
- 3 ottobre - Hüsnü Çakırgil, ex cestista turco
- 3 ottobre - Adriana Calcanhotto, cantante e compositrice brasiliana
- 3 ottobre - Davide Demichelis, giornalista e conduttore televisivo italiano
- 3 ottobre - Brian Harvey, atleta paralimpico australiano
- 3 ottobre - Cedric Henderson, cestista statunitense († 2023)
- 3 ottobre - Rachel Maclean, politica britannica
- 3 ottobre - Carmelo Mancuso, allenatore di calcio e ex calciatore italiano
- 3 ottobre - Carlos Montes, cestista spagnolo († 2014)
- 3 ottobre - Graziella Trampus, ex cestista italiana
- 3 ottobre - Annemarie Verstappen, ex nuotatrice olandese
- 3 ottobre - Jan-Ove Waldner, ex tennistavolista svedese
- 4 ottobre - Viktorija Burenok, ex cestista ucraina
- 4 ottobre - Franca Fiacconi, ex maratoneta e ultramaratoneta italiana
- 4 ottobre - Attilio Gregori, allenatore di calcio e ex calciatore italiano
- 4 ottobre - Þorgerður Katrín Gunnarsdóttir, politica islandese
- 4 ottobre - Evgenij Kasperskij, informatico russo
- 4 ottobre - John Melendez, personaggio televisivo statunitense
- 4 ottobre - Michiko Neya, doppiatrice giapponese
- 4 ottobre - Orlin Norris, ex pugile statunitense
- 4 ottobre - Pippo Russo, sociologo, saggista e giornalista italiano
- 4 ottobre - Vittorio Francesco Viola, arcivescovo cattolico italiano
- 4 ottobre - Micky Ward, ex pugile statunitense
- 4 ottobre - Rieko Yoshihara, scrittrice giapponese
- 5 ottobre - Sergio Albelli, attore italiano
- 5 ottobre - Trace Armstrong, ex giocatore di football americano statunitense
- 5 ottobre - Silvano Benedetti, dirigente sportivo e ex calciatore italiano
- 5 ottobre - Theo Bos, allenatore di calcio e calciatore olandese († 2013)
- 5 ottobre - José Couso, giornalista spagnolo († 2003)
- 5 ottobre - Phil Danaher, ex rugbista a 15, allenatore di rugby a 15 e imprenditore irlandese
- 5 ottobre - Terje Hauge, ex arbitro di calcio norvegese
- 5 ottobre - Greg Ireland, allenatore di hockey su ghiaccio canadese
- 5 ottobre - Sergej Kopytov, ex sollevatore sovietico
- 5 ottobre - Mario Lemieux, ex hockeista su ghiaccio e dirigente sportivo canadese
- 5 ottobre - Matthias Lindner, ex calciatore tedesco orientale
- 5 ottobre - Carlos Mayor, allenatore di calcio e ex calciatore argentino
- 5 ottobre - Christophe Pélissier, allenatore di calcio e ex calciatore francese
- 5 ottobre - Ramirez, cantante e musicista colombiano
- 5 ottobre - Richey Reneberg, ex tennista statunitense
- 5 ottobre - Patrick Roy, allenatore di hockey su ghiaccio e ex hockeista su ghiaccio canadese
- 5 ottobre - Željko Vuković, ex calciatore croato
- 5 ottobre - Gregor Židan, ex calciatore sloveno
- 6 ottobre - Alberto Custerlina, scrittore italiano
- 6 ottobre - Romano De Marco, scrittore italiano
- 6 ottobre - Beppe Dettori, cantante e chitarrista italiano
- 6 ottobre - Ladislav Dluhoš, ex saltatore con gli sci ceco
- 6 ottobre - Quique Estebaranz, allenatore di calcio, dirigente sportivo e ex calciatore spagnolo
- 6 ottobre - Ljubomir Ganev, dirigente sportivo e ex pallavolista bulgaro
- 6 ottobre - Darren Hughes, ex calciatore inglese
- 6 ottobre - Jürgen Kohler, dirigente sportivo, allenatore di calcio e ex calciatore tedesco
- 6 ottobre - Herbert Niederberger, ex ciclista su strada svizzero
- 6 ottobre - Steve Scalise, politico statunitense
- 6 ottobre - Varadaraju Sundramoorthy, allenatore di calcio e ex calciatore singaporiano
- 7 ottobre - Marco Apicella, pilota automobilistico italiano
- 7 ottobre - Ariel Besse, attrice francese († 2022)
- 7 ottobre - Stefano Piani, fumettista e sceneggiatore italiano
- 7 ottobre - Marco Stradiotto, politico italiano
- 7 ottobre - Kumiko Watanabe, doppiatrice e attrice giapponese
- 8 ottobre - Matt Biondi, ex nuotatore statunitense
- 8 ottobre - Carlo Cracco, cuoco, personaggio televisivo e gastronomo italiano
- 8 ottobre - Jean-Marc Delétang, pilota motociclistico francese
- 8 ottobre - Francesco Fonte, ex calciatore italiano
- 8 ottobre - Peter Greene, attore statunitense
- 8 ottobre - Harri Koskela, ex lottatore finlandese
- 8 ottobre - Douglas McDonald, arbitro di calcio scozzese
- 8 ottobre - C.J. Ramone, musicista statunitense
- 8 ottobre - Song Lianyong, ex calciatore cinese
- 8 ottobre - Burr Steers, regista, sceneggiatore e attore statunitense
- 8 ottobre - Andrzej Wroński, ex lottatore polacco
- 8 ottobre - Igor' Žižikin, attore russo
- 8 ottobre - Lorenzo di Las Plassas, giornalista e conduttore televisivo italiano
- 9 ottobre - Joe Calavita, ex cestista statunitense
- 9 ottobre - Dionicio Cerón, ex maratoneta messicano
- 9 ottobre - Stefan Kohn, ex calciatore tedesco
- 9 ottobre - Marco Martinelli, ex pallavolista italiano
- 9 ottobre - Eleonora Mazzoni, attrice e scrittrice italiana
- 9 ottobre - Noria Nalli, giornalista, scrittrice e blogger italiana († 2020)
- 9 ottobre - André Paus, allenatore di calcio e ex calciatore olandese
- 10 ottobre - François Amégasse, dirigente sportivo e ex calciatore gabonese
- 10 ottobre - John Leijten, ex giocatore di football americano e allenatore di football americano australiano
- 10 ottobre - Chris Penn, attore statunitense († 2006)
- 10 ottobre - Rebecca Pidgeon, attrice e cantante statunitense
- 10 ottobre - Cristina Restelli, karateka e maestra di karate italiana
- 10 ottobre - Steve Southerland, politico statunitense
- 10 ottobre - Franco Tirelli, politico italiano
- 10 ottobre - Toshi, cantante e polistrumentista giapponese
- 11 ottobre - Sean Patrick Flanery, attore statunitense
- 11 ottobre - Alexander Hacke, musicista e produttore discografico tedesco
- 11 ottobre - Orlando Hernández, ex giocatore di baseball cubano
- 11 ottobre - Lennie James, attore britannico
- 11 ottobre - Orlando Maturana, ex calciatore colombiano
- 11 ottobre - Julianne McNamara, ex ginnasta statunitense
- 11 ottobre - Jean-François Péron, ex calciatore francese
- 11 ottobre - Rikishi, wrestler statunitense
- 11 ottobre - Juan Ignacio Cirac Sasturain, fisico spagnolo
- 11 ottobre - Henriëtte Weersing, ex pallavolista olandese
- 11 ottobre - Tony Woods, ex giocatore di football americano statunitense
- 11 ottobre - Nicola Zingaretti, politico italiano
- 12 ottobre - Dan Abnett, scrittore e fumettista britannico
- 12 ottobre - Chris Chandler, ex giocatore di football americano statunitense
- 12 ottobre - Silvana Giannuzzi, politica italiana
- 12 ottobre - Nenad Jakšić, ex calciatore jugoslavo
- 12 ottobre - Paolo Merlo, ex pallavolista italiano
- 12 ottobre - Jeff Nathanson, sceneggiatore, regista e produttore cinematografico statunitense
- 12 ottobre - Anja Niedringhaus, fotoreporter tedesca († 2014)
- 12 ottobre - Oscar Passet, ex calciatore argentino
- 12 ottobre - Hirokazu Yasuhara, autore di videogiochi giapponese
- 13 ottobre - Tatiana Dessi, doppiatrice italiana
- 13 ottobre - Anton Doboș, ex calciatore rumeno
- 13 ottobre - Mehmet Duraković, allenatore di calcio e ex calciatore australiano
- 13 ottobre - Ralph Eggleston, regista e animatore statunitense († 2022)
- 13 ottobre - Sabina Frederic, politica e antropologa argentina
- 13 ottobre - Charlie Jones, bassista britannico
- 13 ottobre - Johan Museeuw, ex ciclista su strada e ciclocrossista belga
- 13 ottobre - Silvia Persi, ex nuotatrice italiana
- 13 ottobre - Philippe Torreton, attore francese
- 14 ottobre - Steve Coogan, attore, comico e produttore televisivo britannico
- 14 ottobre - Wanda Guyton, ex cestista e allenatrice di pallacanestro statunitense
- 14 ottobre - Jüri Jaanson, canottiere e politico estone
- 14 ottobre - Karyn White, cantante, compositrice e designer statunitense
- 15 ottobre - Nasser El Sonbaty, culturista jugoslavo († 2013)
- 15 ottobre - Danilo Oscar Lancini, politico italiano
- 15 ottobre - Mike McKay, ex cestista australiano
- 15 ottobre - Christopher C. Miller, politico statunitense
- 15 ottobre - Andrzej Rudy, allenatore di calcio e ex calciatore polacco
- 15 ottobre - Marco Scaramellini, politico e ingegnere italiano
- 15 ottobre - Stephen Tompkinson, attore britannico
- 15 ottobre - Mark Wade, ex cestista e allenatore di pallacanestro statunitense
- 16 ottobre - Luca Arnaù, giornalista, scrittore e sceneggiatore italiano
- 16 ottobre - Lisa Bonder, ex tennista statunitense
- 16 ottobre - Lia Celi, scrittrice, giornalista e umorista italiana
- 16 ottobre - Giovanni De Mauro, giornalista italiano
- 16 ottobre - Michael Grixti, ex calciatore maltese
- 16 ottobre - Francisco Ibarrola, ex giocatore di calcio a 5 paraguaiano
- 16 ottobre - Ann Eleonora Jørgensen, attrice danese
- 16 ottobre - Massimo Quarta, violinista e direttore d'orchestra italiano
- 16 ottobre - German Titov, ex hockeista su ghiaccio russo
- 16 ottobre - Tom Tolbert, ex cestista statunitense
- 17 ottobre - Alessandro Antonello, dirigente d'azienda e dirigente sportivo italiano
- 17 ottobre - Francesco Basentini, magistrato e dirigente pubblico italiano
- 17 ottobre - Sanjay Kapoor, attore e produttore cinematografico indiano
- 17 ottobre - Mirko Pavličević, ex calciatore croato
- 17 ottobre - Andrea Pozza, pianista italiano
- 17 ottobre - Girolamo Turano, politico italiano
- 17 ottobre - Cecilia Wikström, politica, religiosa e teologa svedese
- 18 ottobre - Andrea del Boca, attrice, cantante e conduttrice televisiva argentina
- 18 ottobre - Alessandro Conforto, ex pentatleta italiano
- 18 ottobre - Todd Hamilton, golfista statunitense
- 18 ottobre - Sergej Anatol'evič Preminin, militare sovietico († 1986)
- 18 ottobre - Jamie Salazar, batterista cileno
- 18 ottobre - Fulvia Stevenin, ex sciatrice alpina italiana
- 18 ottobre - Curtis Stigers, cantante statunitense
- 18 ottobre - Sergio Torromino, politico italiano
- 18 ottobre - Francesco Turrini, allenatore di calcio e ex calciatore italiano
- 19 ottobre - Brad Daugherty, ex cestista statunitense
- 19 ottobre - Ricardo Galli, programmatore e hacker argentino
- 19 ottobre - Andrew Murtha, ex pattinatore di short track australiano
- 19 ottobre - Guido Sgardoli, scrittore italiano
- 19 ottobre - Lucio Topatigh, ex hockeista su ghiaccio italiano
- 19 ottobre - The Renegade, wrestler statunitense († 1999)
- 20 ottobre - Diego Bonavina, ex calciatore e dirigente sportivo italiano
- 20 ottobre - Cha Sang-hae, ex calciatore sudcoreano
- 20 ottobre - Franck Durix, ex calciatore francese
- 20 ottobre - Vicente Engonga, allenatore di calcio e ex calciatore spagnolo
- 20 ottobre - Amos Mansdorf, ex tennista israeliano
- 20 ottobre - Andrej Moch, ex calciatore sovietico
- 20 ottobre - Lucio Pellegrini, regista, sceneggiatore e autore televisivo italiano
- 20 ottobre - Stefano Pioli, allenatore di calcio e ex calciatore italiano
- 20 ottobre - John Ratcliffe, politico statunitense
- 20 ottobre - Jim Staples, rugbista a 15 irlandese
- 20 ottobre - William Zabka, attore, sceneggiatore e produttore cinematografico statunitense
- 20 ottobre - Aidan Zammit, musicista, compositore e arrangiatore maltese
- 20 ottobre - Michail Štalenkov, ex hockeista su ghiaccio russo
- 21 ottobre - Michael Bolingbroke, dirigente d'azienda e dirigente sportivo britannico
- 21 ottobre - Roger-Yves Bost, cavaliere francese
- 21 ottobre - Mr. Wiggles, ballerino e writer statunitense
- 21 ottobre - Saverio D'Ercole, produttore televisivo e produttore cinematografico italiano
- 21 ottobre - Chris Duplanty, ex pallanuotista statunitense
- 21 ottobre - Laura Foralosso, ex nuotatrice italiana
- 21 ottobre - Marco Galli, attore italiano
- 21 ottobre - Jon Andoni Goikoetxea, allenatore di calcio e ex calciatore spagnolo
- 21 ottobre - Horace Hogan, ex wrestler statunitense
- 21 ottobre - Vincenzo Scarantino, criminale italiano
- 22 ottobre - Théo Bloemen, ex calciatore e ex giocatore di calcio a 5 belga
- 22 ottobre - Maurizio Campolo, pilota motonautico italiano
- 22 ottobre - Marco Constantini, giocatore di curling italiano
- 22 ottobre - Lotte Feder, cantante danese
- 22 ottobre - Valeria Golino, attrice, regista e ex modella italiana
- 22 ottobre - Hue Jackson, ex giocatore di football americano e allenatore di football americano statunitense
- 22 ottobre - Alison Louise Kennedy, scrittrice britannica
- 22 ottobre - Georges Lentz, compositore lussemburghese
- 22 ottobre - Lindita Nikolla, politica albanese
- 22 ottobre - Claude Moraes, politico britannico
- 22 ottobre - Floria Sigismondi, fotografa, regista e scultrice italiana
- 22 ottobre - Daniela Terreri, attrice italiana
- 22 ottobre - Piotr Wiwczarek, cantautore, chitarrista e produttore discografico polacco
- 23 ottobre - Eva Berková, ex cestista cecoslovacca
- 23 ottobre - Augusten Burroughs, scrittore statunitense
- 23 ottobre - Fred Keller, politico statunitense
- 23 ottobre - Asqar Mamın, politico kazako
- 23 ottobre - Silvio Mignano, scrittore e diplomatico italiano
- 23 ottobre - Michael Jon O'Brien, ex nuotatore statunitense
- 23 ottobre - Brian Rowsom, ex cestista e allenatore di pallacanestro statunitense
- 23 ottobre - Christophe Soulé, ex cestista francese
- 23 ottobre - Andrzej Woźniak, ex calciatore polacco
- 23 ottobre - Andreas Zülow, ex pugile tedesco
- 24 ottobre - Isabelle Berro-Amadeï, magistrata e diplomatica monegasca
- 24 ottobre - Zsuzsa Bánk, scrittrice tedesca
- 24 ottobre - Oliver Grau, storico dell'arte tedesco
- 24 ottobre - Kazuya Igarashi, ex calciatore giapponese
- 24 ottobre - Yasumi Matsuno, autore di videogiochi giapponese
- 24 ottobre - Dave McClain, batterista statunitense
- 24 ottobre - Zoran Mikulić, ex pallamanista e allenatore di pallamano croato
- 24 ottobre - Sandis Prūsis, ex bobbista lettone
- 25 ottobre - Sonja Akkerman, ex cestista neozelandese
- 25 ottobre - Mathieu Amalric, attore e regista francese
- 25 ottobre - Valdir Benedito, ex calciatore brasiliano
- 25 ottobre - Gian Pietro Cossu, carabiniere italiano († 2005)
- 25 ottobre - Paola Grizzetti, ex canottiera italiana
- 25 ottobre - Dominique Herr, ex calciatore svizzero
- 25 ottobre - Stu Jacobs, allenatore di calcio e ex calciatore neozelandese
- 25 ottobre - Josée Lacasse, ex sciatrice alpina canadese
- 25 ottobre - Pap Ndiaye, politico e storico francese
- 25 ottobre - Christophe Ohrel, ex calciatore svizzero
- 25 ottobre - Derrick Rostagno, ex tennista e avvocato statunitense
- 25 ottobre - 2 Cold Scorpio, wrestler statunitense
- 25 ottobre - Rainer Strecker, attore tedesco
- 26 ottobre - André Bester, rugbista a 15 sudafricano
- 26 ottobre - Stefano Fontana, allenatore di calcio e ex calciatore italiano
- 26 ottobre - Darryl Johnson, ex cestista statunitense
- 26 ottobre - Aaron Kwok, cantante e attore hongkonghese
- 26 ottobre - Wayne Martin, ex giocatore di football americano statunitense
- 26 ottobre - Alexandra Mařasová, ex sciatrice alpina ceca
- 26 ottobre - Sakari Oramo, direttore d'orchestra e violinista finlandese
- 26 ottobre - Kelly Rowan, attrice canadese
- 26 ottobre - Renato Travaglia, pilota di rally italiano
- 27 ottobre - Demeke Bekele, ex mezzofondista e maratoneta etiope
- 27 ottobre - Paul Broten, ex hockeista su ghiaccio statunitense
- 27 ottobre - Matt Chessé, montatore statunitense
- 27 ottobre - Mauro Gambetti, cardinale, arcivescovo cattolico e religioso italiano
- 27 ottobre - Oleg Valerievič Kotov, cosmonauta russo
- 27 ottobre - Atlee Mahorn, ex velocista canadese
- 27 ottobre - Michael O'Connor, costumista britannico
- 27 ottobre - Stefan Prein, pilota motociclistico tedesco
- 27 ottobre - Ferdinando Sallustio, saggista e personaggio televisivo italiano
- 27 ottobre - Evelina Santangelo, scrittrice e traduttrice italiana
- 27 ottobre - Harvey Wippleman, statunitense
- 28 ottobre - Claus Bo Larsen, ex arbitro di calcio danese
- 28 ottobre - Alastair Galbraith, musicista neozelandese
- 28 ottobre - Jami Gertz, attrice statunitense
- 28 ottobre - Günther Huber, ex slittinista e ex bobbista italiano
- 28 ottobre - Susan Lalic, scacchista britannica
- 28 ottobre - Luigi Miraglia, latinista e filologo classico italiano
- 28 ottobre - Roberta Nanni, attrice e ex modella italiana
- 28 ottobre - Monique Pistolato, scrittrice italiana
- 28 ottobre - Martin Potter, surfista britannico
- 28 ottobre - Franck Sauzée, ex calciatore francese
- 28 ottobre - Zoran Ubavič, calciatore sloveno († 2015)
- 28 ottobre - Miyako Yoshida, ex ballerina giapponese
- 29 ottobre - Daniele Benati, cantante, compositore e produttore discografico italiano
- 29 ottobre - Eddy Huntington, cantante britannico
- 29 ottobre - Yasutomo Nagai, pilota motociclistico giapponese († 1995)
- 29 ottobre - Paolo Parpaglione, sassofonista italiano
- 29 ottobre - Massimo Quezel, scrittore italiano
- 29 ottobre - Toussaint Rabenala, ex triplista malgascio
- 29 ottobre - Horacio Rodríguez Larreta, politico e economista argentino
- 29 ottobre - Riccardo Stacchini, ex sciatore alpino sammarinese
- 30 ottobre - Henry Braham, direttore della fotografia inglese
- 30 ottobre - Henry Cárdenas, ex ciclista su strada colombiano
- 30 ottobre - Kevin Edwards, ex cestista statunitense
- 30 ottobre - Franky G, attore statunitense
- 30 ottobre - Tomoko Igata, pilota motociclistica giapponese
- 30 ottobre - Attila Kálnoki Kis, ex pentatleta ungherese
- 30 ottobre - Jürgen Mayer, architetto tedesco
- 30 ottobre - Gavin Rossdale, cantautore, chitarrista e attore britannico
- 30 ottobre - Clare Moody, politica britannica
- 30 ottobre - Aage Thordal-Christensen, ex ballerino, coreografo e direttore artistico danese
- 30 ottobre - Zaza Urushadze, regista e sceneggiatore georgiano († 2019)
- 30 ottobre - Curtis Wilson, ex giocatore di football americano statunitense
- 31 ottobre - Franco Crugnola, architetto, artista e designer italiano
- 31 ottobre - Blue Edwards, ex cestista statunitense
- 31 ottobre - Ruud Hesp, allenatore di calcio e ex calciatore olandese
- 31 ottobre - Denis Irwin, ex calciatore irlandese
- 31 ottobre - Iryna Jatčanka, ex discobola bielorussa
- 31 ottobre - Hubert Leitgeb, biatleta italiano († 2012)
- 31 ottobre - Mario Zorrilla, attore spagnolo
- 31 ottobre - Júlio César de Andrade Moura, ex calciatore brasiliano